# Янкітаун (Флорида)
Янкітаун (англ. Yankeetown) — місто (англ. town) в США, в окрузі Леві штату Флорида. Населення — 588 осіб (2020).

## Географія
Янкітаун розташований за координатами 29°1′55″ пн. ш. 82°45′48″ зх. д. / 29.03194° пн. ш. 82.76333° зх. д. (29.031915, -82.763241).  За даними Бюро перепису населення США в 2010 році місто мало площу 54,57 км², з яких 19,78 км² — суходіл та 34,79 км² — водойми.

## Демографія
Згідно з переписом 2010 року, у місті мешкали 502 особи в 240 домогосподарствах у складі 157 родин. Густота населення становила 9 осіб/км².  Було 466 помешкань (9/км²).
Расовий склад населення:
| - 97,4 % — білих - 0,2 % — корінних американців - 0,2 % — азіатів |

До двох чи більше рас належало 2,2 %. Частка іспаномовних становила 1,8 % від усіх жителів.
За віковим діапазоном населення розподілялося таким чином: 11,4 % — особи молодші 18 років, 55,5 % — особи у віці 18—64 років, 33,1 % — особи у віці 65 років та старші. Медіана віку мешканця становила 59,1 року. На 100 осіб жіночої статі у місті припадало 108,3 чоловіків;  на 100 жінок у віці від 18 років та старших — 106,0 чоловіків також старших 18 років.
Середній дохід на одне домашнє господарство  становив 45 854 долари США (медіана — 41 250), а середній дохід на одну сім'ю — 61 349 доларів (медіана — 59 821). За межею бідності перебувало 14,7 % осіб, у тому числі 0,0 % дітей у віці до 18 років та 9,6 % осіб у віці 65 років та старших.
Цивільне працевлаштоване населення становило 160 осіб. Основні галузі зайнятості: мистецтво, розваги та відпочинок — 17,5 %, освіта, охорона здоров'я та соціальна допомога — 17,5 %, будівництво — 16,3 %.